# Вовченко Олексій Анатолійович
Олексі́й Анато́лійович Вовче́нко (нар. 16 березня 1976, Дибинці, Київська обл. — пом. 13 квітня 2015, Авдіївка, Донецька обл.) — солдат Збройних сил України.

## Життєвий шлях
У часі війни — водій-номер обслуги 40-ї бригади тактичної авіації, у складі зведеного загону «Дика качка».
13 квітня 2015-го під час одного з обстрілів терористами українських позицій (опорний пункт «Зеніт») поблизу Авдіївки уламок снаряда 120-мм міни влучив у ящики з набоями в бліндажі. Від вибуху загинули Олександр Тищенко, Олексій Вовченко, Дмитро Гура, Василь Путаненко, Богдан Гончаренко.
Упізнаний за експертизою ДНК. В серпні 2015-го похований у Дибинцях.
Без Олексія лишилися мама, дружина, сини 2000 р.н. та 2012 р.н.

## Нагороди та вшанування
- Указом Президента України № 553/2015 від 22 вересня 2015 року — орденом «За мужність» III ступеня (посмертно)[1]